# ألداد وميداد

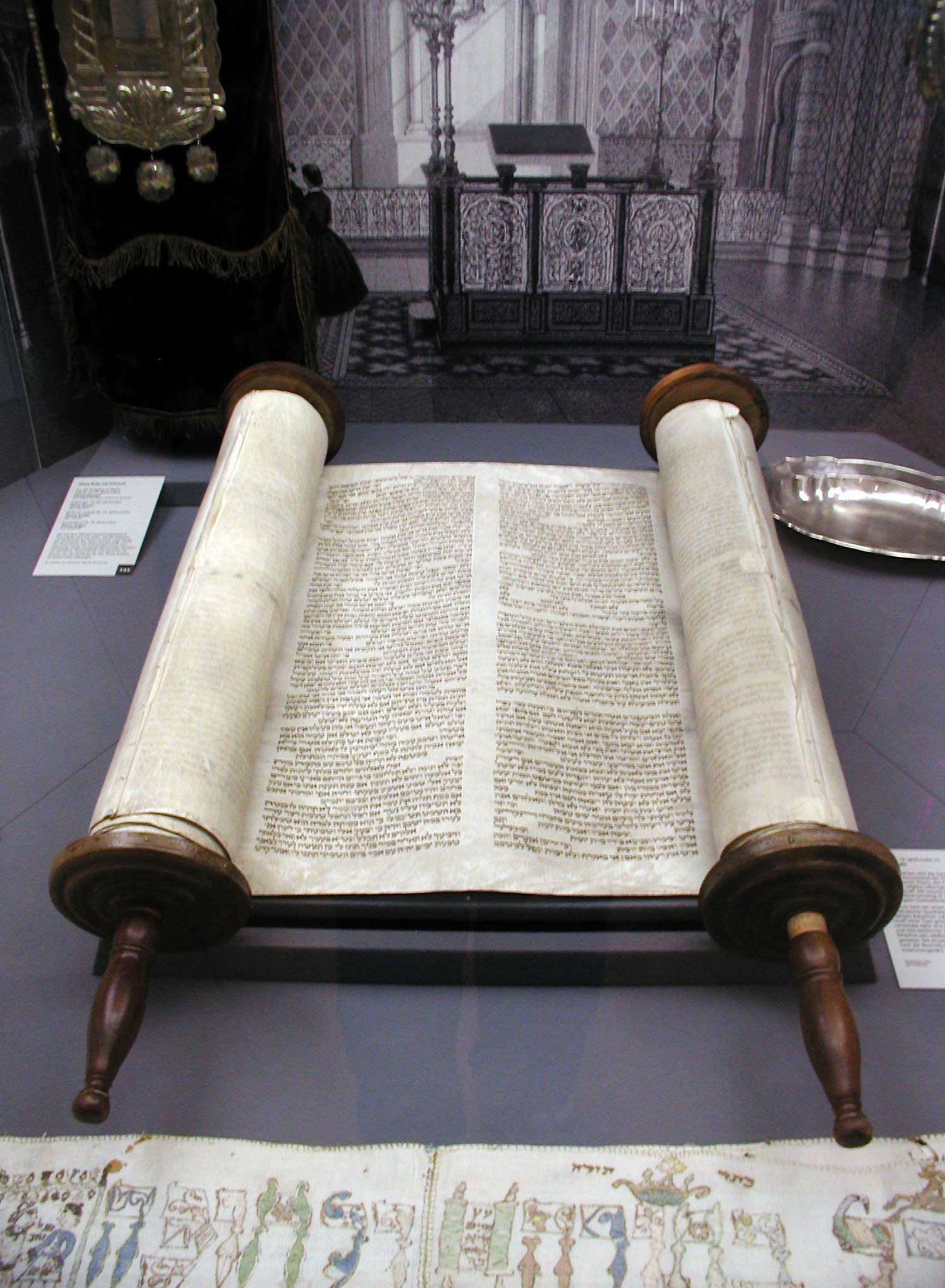

ألداد وميداد هما شخصيتان كانتا في زمن موسى ذُكرتا في سفر العدد، وُصفا بأنهما حل عليهما الروح القدس وتنبآ على الرغم من أنهم بقوا في المخيم، بينما ذهب 70 شيخًا من بني إسرائيل للقاء الرب. وبحسب الرواية فقد طلب يشوع من موسى أن يمنعهما من النبوءة، لكن موسى أجابه قائلًا: «هَلْ تَغَارُ أَنْتَ لِي؟ يَا لَيْتَ كُلَّ شَعْبِ الرَّبِّ كَانُوا أَنْبِيَاءَ إِذَا جَعَلَ الرَّبُّ رُوحَهُ عَلَيْهِمْ».
في التقاليد الحاخامية يقال أن ألداد وميداد تنبآ بحرب مع يأجوج ومأجوج، حيث يقوم ملك يأجوج ومأجوج بإطلاق الحرب في فلسطين ضد المؤمنين، لكنهم سيهُزموا ويُقتلوا بنيران من عرش الرب. وأن المؤمنين في ذلك سيكونون تحت حكم المسيح اليهودي. وفي أوائل المسيحية ظهرت تلك النبوءة من جديد في سفر راعي هرمس.
وفقا لعلماء الكتاب المقدس، كان الغرض الحقيقي من القصة هو الإشارة إلى أن النبوة لا تقتصر على قلة مختارة من الناس. على الرغم من أن بعض علماء النقد النصي يعتقدون أن هذه القصة هي تحشية أُضفيت إلى الإلوهي الأصلي، من قبل محرر لاحق حاول إيصال فكرة أن أي شخص يمكن أن يصبح نبيًا. وأن الأسماء نفسها غير مهمة في القصة، وربما تم اختيارها ببساطة من أجل الجناس فقط.